# سین‌بیوتیک

یک محصول سین‌بیوتیک

سین بیوتیک به نوعی مکمل غذایی گفته می‌شود که باعث تنظیم بالانس باکتری ها در روده می‌شود. سین بیوتیک ها از ترکیب پروبیوتیکها و پربیوتیک‌ها ساخته می‌شوند.